# Scorpaena
Scorpaena es un gran género zoológico de peces marinos.

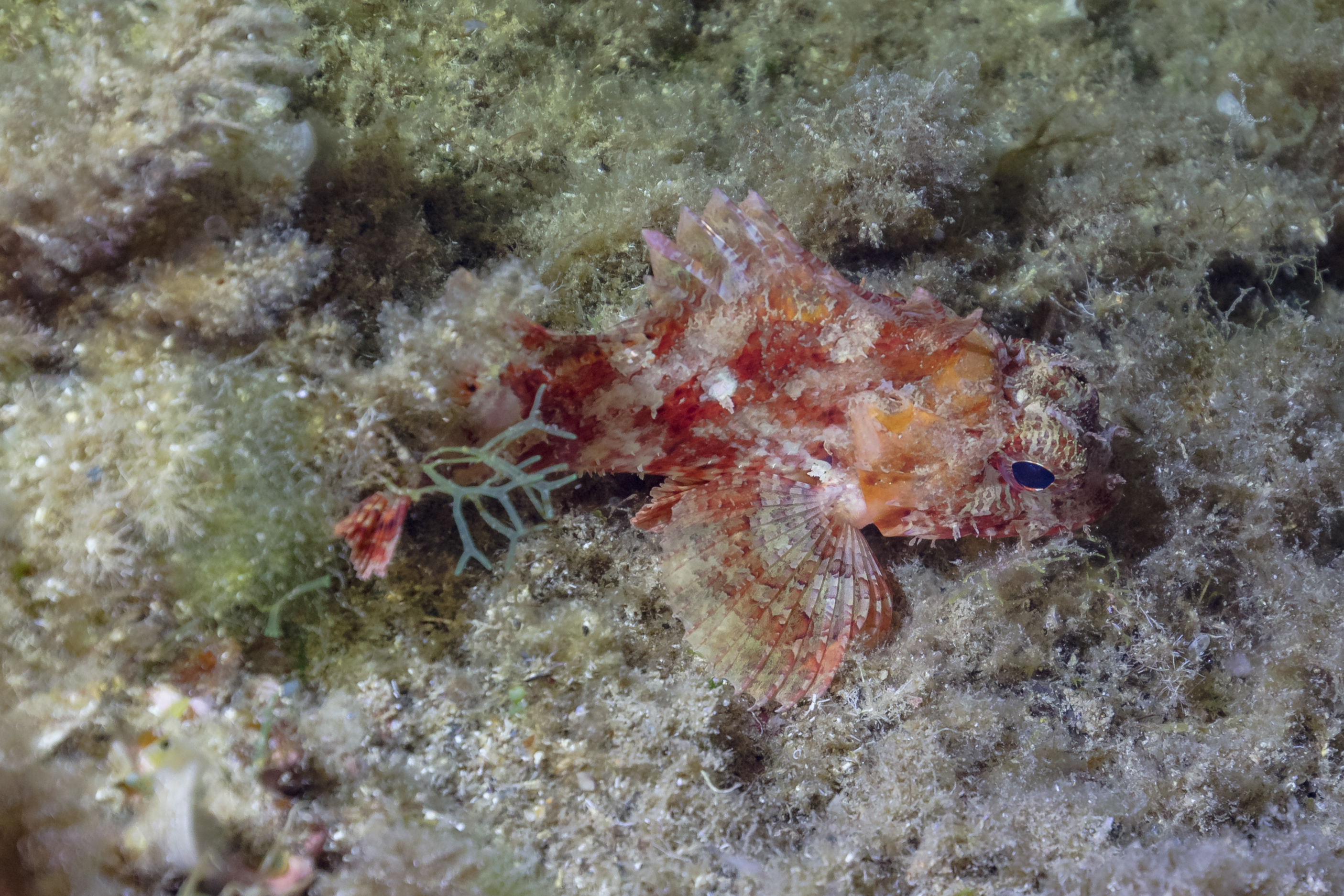
Scorpaena porcus en Cabo de Palos, España.

## Especies
| - Scorpaena afuerae - Scorpaena agassizii - Scorpaena albifimbria - Scorpaena angolensis - Scorpaena annobonae - Scorpaena ascensionis - Scorpaena azorica - Scorpaena bergii - Scorpaena brachyptera - Scorpaena brasiliensis - Scorpaena calcarata - Scorpaena canariensis - Scorpaena cardinalis - Scorpaena cocosensis - Scorpaena colorata - Scorpaena cookii - Scorpaena dispar - Scorpaena elachys - Scorpaena elongata - Scorpaena fernandeziana - Scorpaena gasta - Scorpaena gibbifrons - Scorpaena grandicornis - Scorpaena grandisquamis - Scorpaena grattanica - Scorpaena guttata - Scorpaena hatizyoensis - Scorpaena hemilepidota - Scorpaena histrio - Scorpaena inermis | - Scorpaena isthmensis - Scorpaena izensis - Scorpaena laevis - Scorpaena loppei - Scorpaena maderensis - Scorpaena melasma - Scorpaena mellissii - Scorpaena miostoma - Scorpaena moultoni - Scorpaena mystes - Scorpaena neglecta - Scorpaena normani - Scorpaena notata - Scorpaena onaria - Scorpaena orgila - Scorpaena papillosa - Scorpaena pascuensis - Scorpaena pele - Scorpaena pepo - Scorpaena petricola - Scorpaena plumieri - Scorpaena porcus - Scorpaena russula - Scorpaena scrofa - Scorpaena sonorae - Scorpaena stephanica - Scorpaena sumptuosa - Scorpaena thomsoni - Scorpaena tierrae - Scorpaena uncinata |